# Alex Máni Sveinsson
Alex Máni Sveinsson, född 27 januari 2004, är en isländsk professionell ishockeyspelare (forward och back) som spelar för Skautafélag Akureyrar i Icelandic Men's Hockey League.
Säsongen 2024/2025 gjorde han 19 poäng (8 mål + 11 assist) på 17 matcher, i Icelandic Men's Hockey League.